# Arreglo (música)
En la música, un arreglo es una adaptación musical de una composición existente. Las diferencias con la composición original pueden incluir la rearmonización, la paráfrasis melódica, la orquestación o el desarrollo formal. El arreglo difiere de la orquestación en que este último proceso se limita a la asignación de notas a instrumentos para su interpretación por una orquesta, banda de concierto u otro conjunto musical. Arreglar «implica añadir técnicas de composición, como nuevo material temático para introducciones, transiciones o modulaciones, y finales. Arreglar es el arte de dar variedad musical a una melodía existente». En jazz, un arreglo memorizado (no escrito) de una composición nueva o preexistente se conoce como arreglo de cabeza.

## Música clásica
Los arreglos y transcripciones de música clásica y culta se remontan a la historia temprana de este género.

### SigloXVIII
J. S. Bach solía hacer arreglos de sus propias obras y de las de otros compositores. Un ejemplo es el arreglo que hizo del Preludio de su Partita n.º 3 para violín solo, BWV 1006.

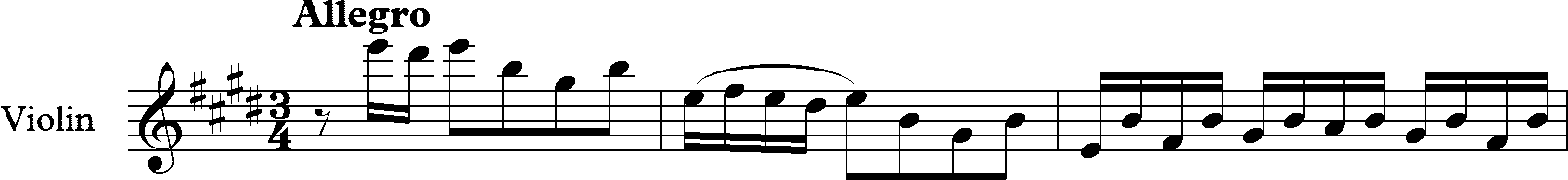
Partita 3 de Bach para violín Preludio.

Bach transformó esta pieza solista en una sinfonía orquestal que introduce su Cantata BWV29. «La composición inicial para violín estaba en mi mayor, pero las dos versiones arregladas están transpuestas a re, para acomodar mejor los instrumentos de viento».

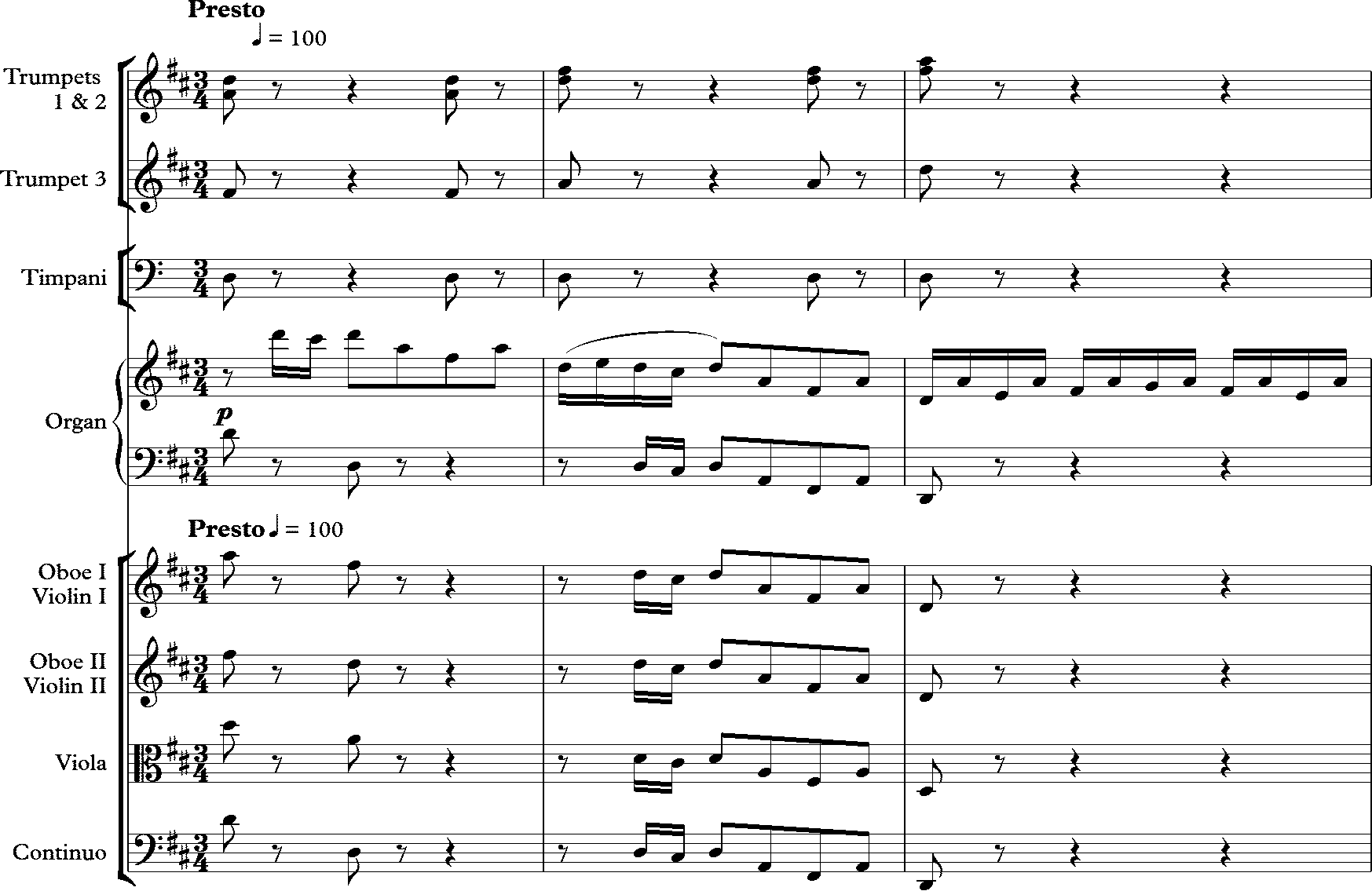
Sinfonía Cantata 29 de Bach.

«La transformación de material concebido para un solo instrumento de cuerda en un movimiento totalmente orquestado de tipo concierto está tan lograda que es improbable que alguien que escuche este último por primera vez sospeche de la existencia del primero».

### SiglosXIXyXX

#### Música para piano
En particular, la música escrita para piano ha sufrido con frecuencia este tratamiento, ya que se ha arreglado para orquesta, conjunto de cámara o banda de concierto. Beethoven hizo un arreglo de su Sonata para piano n. º 9 para cuarteto de cuerda. A la inversa, también arregló su Grosse Fuge (uno de sus cuartetos de cuerda tardíos) para dúo de pianos. El compositor estadounidense George Gershwin, debido a su falta de experiencia en orquestación, encargó a Ferde Grofé los arreglos y la orquestación de su Rhapsody in Blue.
Erik Satie escribió sus tres Gymnopédies para piano solo en 1888.

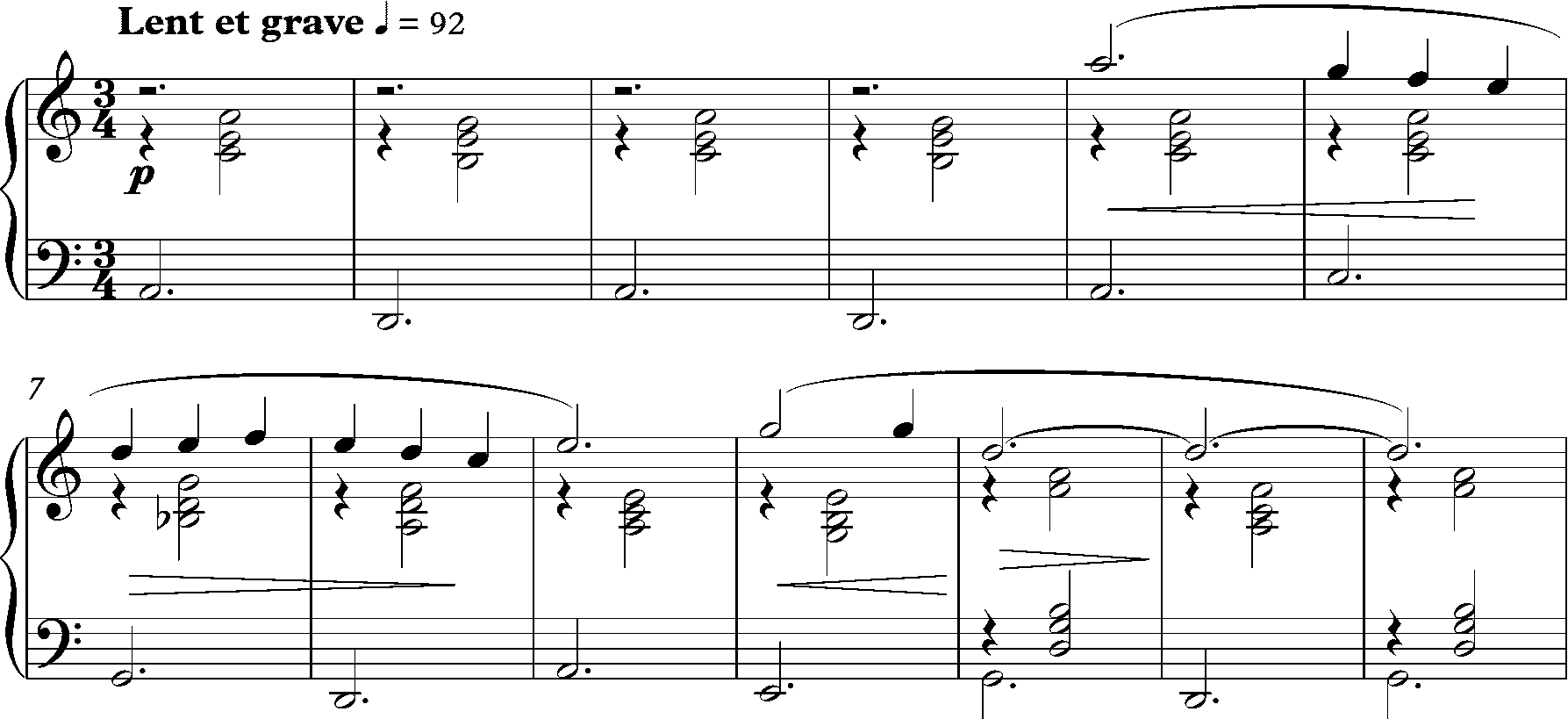
Gymnopedie n.º 3 de Satie para solo de piano.

Ocho años más tarde, Debussy arregló dos de ellas, explotando la gama de timbres instrumentales disponibles en una orquesta de finales del siglo XIX. «Fue Debussy quien, en 1896, orquestó las Gymnopédies, poniendo a su compositor en el mapa».

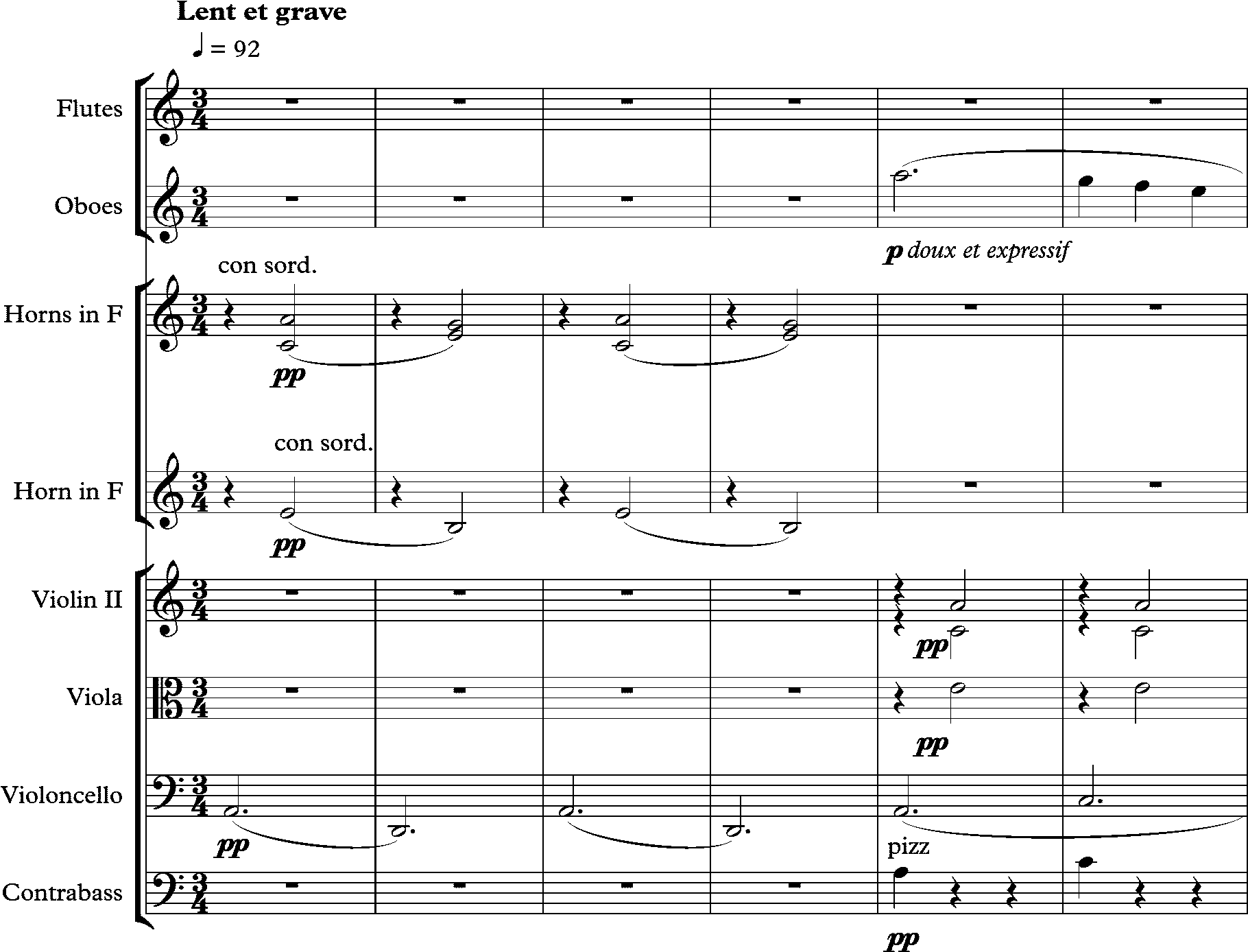
Gymnopedie 1 de Debussy, arreglo de la Gymnopedie n.° 3 de Satie.

#### Canciones
Varias canciones de Franz Schubert, originalmente para voz con acompañamiento de piano, fueron arregladas por otros compositores. Por ejemplo, su canción «Erlkönig» («El rey Erl»), «muy cargada y gráfica», tiene una introducción de piano que transmite una «energía inagotable» desde el principio:

Erlkönig de Schubert, introducción para piano.

El arreglo de esta canción de Hector Berlioz utiliza cuerdas para transmitir fielmente la urgencia y la atmósfera amenazadora del original.

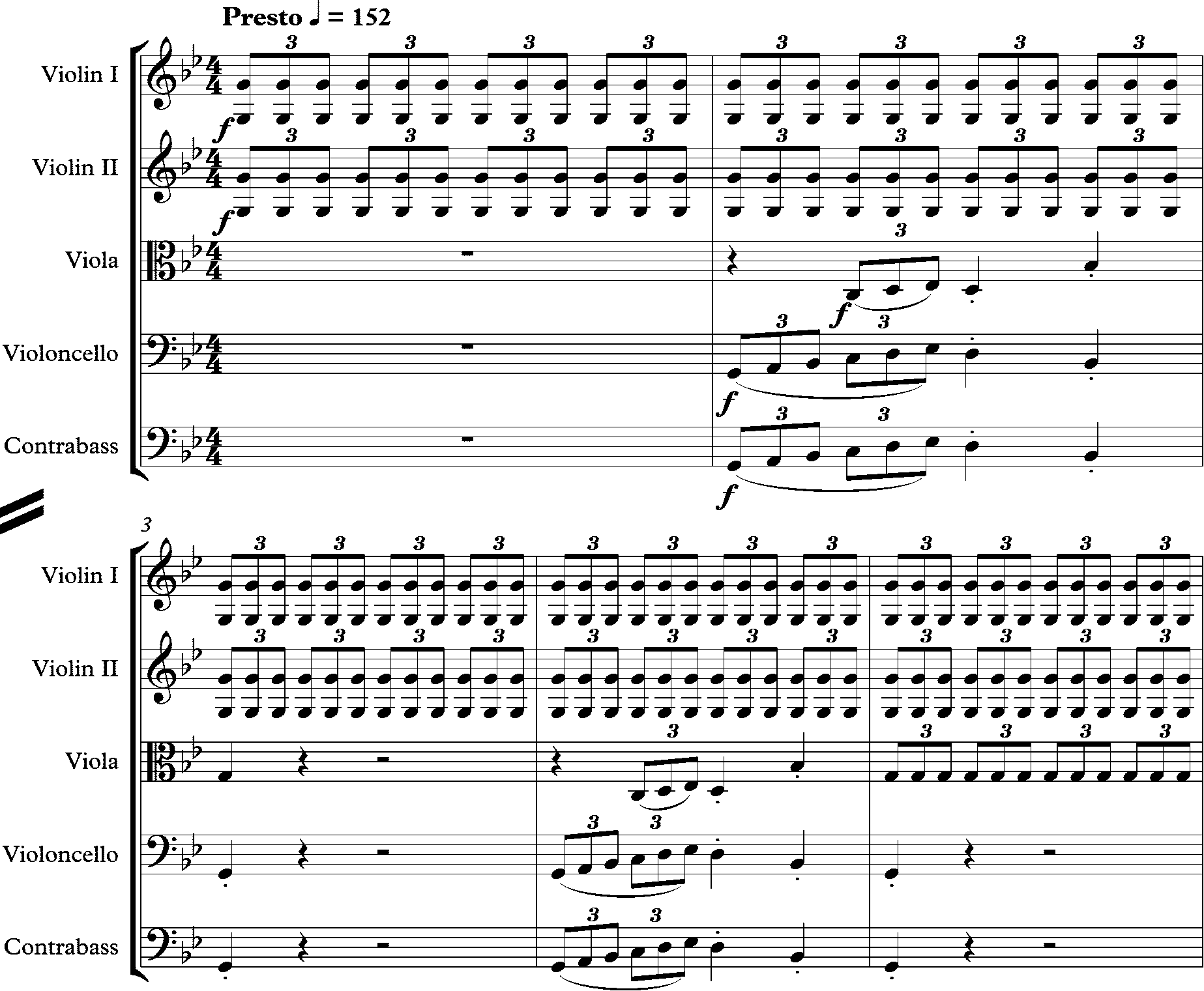
Erlkönig, arreglo de Berlioz.

## Música popular
Las grabaciones de música popular suelen incluir partes para instrumentos de viento metal, cuerdas con arco y otros instrumentos que fueron añadidos por los arreglistas y no compuestos por los compositores originales. Algunos arreglistas de música popular incluso añaden secciones con orquesta completa, aunque esto es menos común debido al gasto que supone. También puede considerarse que los arreglos de música popular incluyen nuevas versiones de canciones existentes con un nuevo tratamiento musical. Estos cambios pueden incluir alteraciones del tempo, la métrica, la tonalidad, la instrumentación y otros elementos musicales.
Algunos ejemplos conocidos son la versión de Joe Cocker de «With a Little Help from My Friends» de los Beatles, «Crossroads» de Cream, y la versión de Ike y Tina Turner de «Proud Mary» de Creedence Clearwater Revival. El grupo estadounidense Vanilla Fudge y el británico Yes basaron el comienzo de sus carreras en versiones radicales de éxitos contemporáneos. Bonnie Pointer hizo versiones disco y Motown de «Heaven Must Have Sent You». Las remezclas, como en la música de baile, también pueden considerarse arreglos.

## Jazz
Los arreglos para pequeños conjuntos de jazz suelen ser informales, mínimos y no acreditados. Los conjuntos más grandes generalmente han tenido mayores requisitos para los arreglos anotados, aunque la primera big band de Count Basie es conocida por sus muchos arreglos de cabeza, llamados así porque fueron elaborados por los propios jugadores, memorizados («en la cabeza del jugador»), y nunca escritos. Sin embargo, la mayoría de los arreglos para big bands se escribían y se atribuían a un arreglista específico, como en el caso de los arreglos de Sammy Nestico y Neal Hefti para las big bands posteriores de Count Basie.
Don Redman introdujo innovaciones en los arreglos de jazz como parte de la orquesta de Fletcher Henderson en la década de 1920. Los arreglos de Redman introdujeron una presentación melódica más intrincada y solistas para varias secciones de la big band. Benny Carter se convirtió en el principal arreglista de Henderson a principios de la década de 1930, dándose a conocer por sus habilidades como arreglista además de por su reconocimiento previo como intérprete. A partir de 1938, Billy Strayhorn se convirtió en un arreglista de gran renombre para la orquesta de Duke Ellington. A veces se considera a Jelly Roll Morton el primer arreglista de jazz. Mientras realizaba giras entre 1912 y 1915, escribía partes para que las «pickup bands» pudieran interpretar sus composiciones.